# Hockering
Hockering – wieś w Anglii, w hrabstwie Norfolk, w dystrykcie Breckland. Leży 17 km na zachód od Norwich i 154 km na północny wschód od Londynu.
W 2001 miejscowość liczyła 628 mieszkańców.